# 波拉克和他的情人
《波拉克和他的情人》（英語：Pollock）是一部2000年的美國電影，由艾德·哈里斯執導，馬西雅·蓋·哈登以此獲得奧斯卡最佳女配角獎。主旨是讲述了美国画家杰克逊·波洛克的一生。影片由埃德·哈里斯、马西雅·盖·哈登、詹妮弗·康纳利、罗伯特·诺特、巴德·科尔特、莫莉·里根和萨达·汤普森主演。